# 安吉洛·M·科迪维拉
安吉洛·M·科迪维拉（1943年5月25日—2021年9月20日）是一位意大利裔美国國際關係學者，曾任美國海軍军官和外交人员，后为波士頓大學荣誉退休教授，主要作品有《国家的性格：政治怎样制造和破坏繁荣、家庭和文明礼貌》（The Character of Nations : How Politics Makes and Breaks Prosperity, Family, and Civility）等。